# Verwaltungsgemeinschaft Benediktbeuern
Die Verwaltungsgemeinschaft Benediktbeuern im Landkreis Bad Tölz-Wolfratshausen besteht seit der Gemeindegebietsreform am 1. Mai 1978. Ihr gehören als Mitgliedsgemeinden an:
1. Benediktbeuern, 3708 Einwohner, 37,87 km²
2. Bichl, 2335 Einwohner, 13,92 km²

Sitz der Verwaltungsgemeinschaft ist Benediktbeuern.